# Bohuslav Matěj Černohorský
Bohuslav Matěj Černohorský   (Nymburk, 16 de febrer de 1684 - Graz, 1 de juliol de 1742) fou un compositor, organista i professor txec de l'època barroca. Va escriure entre altres obres motets, altres obres corals (la Laudetur fuga Jesus Christus és citada per la Biblioteca Barroca de Música com a excel·lent exemple del seu tipus) i obres en solitari per a orgue.

## Biografia
Era fill d'un cantor de Nimburk anomenat Samuel Černohorský. Del 1700 al 1702 va estudiar filosofia a la universitat de Praga. El 1704 Černohorský esdevingué membre del franciscà convencional; després, el 1708 fou ordenat sacerdot. Tot i això, el 1710 Černohorský va ser expulsat de les terres txeques durant deu anys i va marxar cap a Assís, Itàlia. De 1710 a 1715 va treballar com a organista a la Basílica de Sant Francesc d'Assís, i probablement va estudiar contrapunt amb Giuseppe Tartini. Es va anomenar "Padre Boemo" a Itàlia. Després del venciment del seu càstig, va tornar a Praga, on es va dedicar a l'ensenyament. Entre els alumnes importants de la "escola Černohorský" es troben Jan Zach, Josef Seger, František Tůma i altres. El 1731 va tornar a Itàlia i va treballar com a organista a Pàdua. Černohorský va morir a Graz el 1742. És un avantpassat del compositor canadenc Peter Černohorský.
Segons la biografia d'Arta.cz a continuació, va oficialitzar en les noces del seu col·lega Šimon Brixi, pare de František Brixi.

## Estil
Černohorský va ser un important representant de l'estil barroc tardà. Va compondre fugues i toccatas per a orgue, així com obres vocals. Va influir profundament en l'evolució musical en txec com a compositor, a més de professor.

## Obres seleccionades
- Vesperae Minus Solemnes (1702-1710) per a cor, dos violins i orgue
- Regina Coeli (1712), antífona per a cor doble
- Laudetur Jesus Christus (1729) per a soprano, alt, tenor, baix, corda i orgue
- Precatus est Moyses
- Quare Domine Irasceris per a soprano, alt, tenor, baix, dos violins, viola, tres trompetes i orgue